# 1. Tennis-Bundesliga (Herren) 2021
Die Tennis-Bundesliga der Herren wurde 2021 vom 9. Juli bis 15. August zum 49. Mal ausgetragen. Die 1. Liga bestand aus zehn Mannschaften. Der TK Grün-Weiss Mannheim konnte seinen Titel verteidigen.

## Spieltage und Mannschaften
| Spieltage                                    |
| -------------------------------------------- |
| 1. Spieltag: Fr., 9. Juli 2021, 13:00 Uhr    |
| 2. Spieltag: So., 11. Juli 2021, 11:00 Uhr   |
| 3. Spieltag: Fr., 16. Juli 2021, 13:00 Uhr   |
| 4. Spieltag: So., 18. Juli 2021, 11:00 Uhr   |
| 5. Spieltag: So., 25. Juli 2021, 11:00 Uhr   |
| 6. Spieltag: So., 1. August 2021, 11:00 Uhr  |
| 7. Spieltag: So., 8. August 2021, 11:00 Uhr  |
| 8. Spieltag: Fr., 13. August 2021, 13:00 Uhr |
| 9. Spieltag: So., 15. August 2021, 11:00 Uhr |

| Mannschaften                    |
| ------------------------------- |
| Rochusclub Düsseldorf           |
| TC Großhesselohe                |
| HTC Blau-Weiß Krefeld           |
| Tennis Ewige Liebe Neuss        |
| Kölner THC Stadion Rot-Weiß     |
| Rosenheimer Unterstützungskasse |
| TK Grün-Weiss Mannheim          |
| TK Kurhaus Aachen               |
| TuS Sennelager                  |
| Badwerk Gladbacher HTC          |

## Tabelle
|     | Mannschaft                          | Begegnungen | Punkte | Matches | Sätze | Spiele  |
| --- | ----------------------------------- | ----------- | ------ | ------- | ----- | ------- |
| 01. | TK Grün-Weiss Mannheim              | 9           | 14:4   | 34:20   | 76:54 | 567:496 |
| 02. | Badwerk Gladbacher HTC              | 9           | 13:5   | 34:20   | 78:52 | 572:492 |
| 03. | TC Großhesselohe                    | 9           | 12:6   | 34:20   | 76:47 | 568:483 |
| 04. | Tennis Ewige Liebe Neuss (N)        | 9           | 11:7   | 32:22   | 73:53 | 545:452 |
| 05. | Rosenheimer Unterstützungskasse (N) | 9           | 9:9    | 27:27   | 66:63 | 529:512 |
| 06. | Allpresan Rochusclub Düsseldorf     | 9           | 7:11   | 24:30   | 62:70 | 484:534 |
| 07. | TK Kurhaus Lambertz Aachen          | 9           | 7:11   | 23:31   | 57:69 | 505:526 |
| 08. | BW Timberland Finance Krefeld       | 9           | 7:11   | 23:31   | 52:73 | 479:589 |
| 09. | Kölner THC Stadion Rot-Weiß         | 9           | 7:11   | 22:32   | 56:76 | 498:556 |
| 10. | Team Hämmerling TuS Sennelager      | 9           | 3:15   | 17:37   | 45:84 | 471:578 |

|                      |                                                                |
| Zum Saisonende 2019: |                                                                |
| (M)                  | Meister, Meister in der Vorsaison                              |
| (N)                  | Neuling, Aufsteiger aus der 2. Tennis-Bundesliga (Herren) 2019 |

| Zum Saisonende 2021:                                        |
| Meister Absteiger in die 2. Tennis-Bundesliga (Herren) 2022 |

## Mannschaftskader
| Pos. | Name                    |
| ---- | ----------------------- |
| 1    | Pablo Andújar           |
| 2    | Jaume Munar             |
| 3    | Roberto Carballés Baena |
| 4    | Filip Horanský          |
| 5    | Teimuras Gabaschwili    |
| 6    | Mischa Zverev           |
| 7    | Pedro Vives Marcos      |
| 8    | Matwé Middelkoop        |
| 9    | Sander Arends           |
| 10   | Henri Squire            |
| 11   | Leopold Zima            |
| 12   | Abedallah Shelbayh      |
| 13   | Mika Berghaus           |
| 14   | Sven Thiergard          |
| 15   | Tom Tillger             |
| 16   | Miloš Karol             |

| Pos. | Name                  |
| ---- | --------------------- |
| 1    | Jan-Lennard Struff    |
| 2    | Jérémy Chardy         |
| 3    | Emil Ruusuvuori       |
| 4    | Federico Coria        |
| 5    | Philipp Kohlschreiber |
| 6    | Dennis Novak          |
| 7    | Francisco Cerúndolo   |
| 8    | Kamil Majchrzak       |
| 9    | Peter Gojowczyk       |
| 10   | Jurij Rodionov        |
| 11   | Matthias Bachinger    |
| 12   | Rudi Molleker         |
| 13   | Lucas Miedler         |
| 14   | Jürgen Melzer         |
| 15   | Florian Mayer         |
| 16   | Philipp Oswald        |

| Pos. | Name                |
| ---- | ------------------- |
| 1    | Stefano Travaglia   |
| 2    | Thiago Monteiro     |
| 3    | Marco Cecchinato    |
| 4    | Gianluca Mager      |
| 5    | Juan Pablo Varillas |
| 6    | Federico Gaio       |
| 7    | Paolo Lorenzi       |
| 8    | Andrea Collarini    |
| 9    | Andrea Pellegrino   |
| 10   | Andrea Arnaboldi    |
| 11   | Riccardo Bonadio    |
| 12   | Viktor Durasovic    |
| 13   | Enrico Dalla Valle  |
| 14   | Simone Bolelli      |
| 15   | Tom Schönenberg     |
| 16   | Flavio Cobolli      |

| Pos. | Name                    |
| ---- | ----------------------- |
| 1    | Benjamin Bonzi          |
| 2    | Nikola Milojević        |
| 3    | Botic van de Zandschulp |
| 4    | Thomas Fabbiano         |
| 5    | Martin Kližan           |
| 6    | Roberto Marcora         |
| 7    | Dmitri Popko            |
| 8    | Renzo Olivo             |
| 9    | Constant Lestienne      |
| 10   | Filippo Baldi           |
| 11   | Julien Cagnina          |
| 12   | Javier Barranco Cosano  |
| 13   | Corentin Denolly        |
| 14   | Matteo Martineau        |
| 15   | Luca Vanni              |
| 16   | Frederik Nielsen        |

| Pos. | Name                 |
| ---- | -------------------- |
| 1    | Benoît Paire         |
| 2    | Andreas Seppi        |
| 3    | Grégoire Barrère     |
| 4    | Kimmer Coppejans     |
| 5    | Enzo Couacaud        |
| 6    | Jan Choinski         |
| 7    | Dustin Brown         |
| 8    | Andrea Vavassori     |
| 9    | Adam Pavlásek        |
| 10   | Hazem Naw            |
| 11   | Daniel Brands        |
| 12   | Andreas Mies         |
| 13   | Wesley Koolhof       |
| 14   | Yannick Stephan Born |
| 15   | Petros Tsitsipas     |
| 16   | Amer Naow            |

| Pos. | Name                 |
| ---- | -------------------- |
| 1    | Aljaž Bedene         |
| 2    | Juan Ignacio Londero |
| 3    | Daniel Elahi Galán   |
| 4    | Pedro Sousa          |
| 5    | Damir Džumhur        |
| 6    | Blaž Rola            |
| 7    | Alessandro Giannessi |
| 8    | Alejandro Tabilo     |
| 9    | Sebastian Ofner      |
| 10   | Lorenzo Giustino     |
| 11   | Matteo Viola         |
| 12   | Christian Lindell    |
| 13   | Lukas Jastraunig     |
| 14   | Oliver Marach        |
| 15   | Sam Weissborn        |
| 16   | Alexander Peya       |

| Pos. | Name                    |
| ---- | ----------------------- |
| 1    | Dominic Thiem           |
| 2    | Dušan Lajović           |
| 3    | Federico Delbonis       |
| 4    | Dominik Koepfer         |
| 5    | Radu Albot              |
| 6    | Pedro Martínez          |
| 7    | Bernabé Zapata Miralles |
| 8    | Maximilian Marterer     |
| 9    | Tobias Kamke            |
| 10   | Gerald Melzer           |
| 11   | Julian Lenz             |
| 12   | Jeremy Jahn             |
| 13   | Nicolás Kicker          |
| 14   | Kevin Krawietz          |
| 15   | Andreas Beck            |
| 16   | Robin Kern              |

| Pos. | Name                  |
| ---- | --------------------- |
| 1    | Roberto Bautista Agut |
| 2    | Pablo Cuevas          |
| 3    | Salvatore Caruso      |
| 4    | Hugo Dellien          |
| 5    | Antoine Hoang         |
| 6    | Cedrik-Marcel Stebe   |
| 7    | Carlos Taberner       |
| 8    | Tomáš Macháč          |
| 9    | Mathias Bourgue       |
| 10   | Quentin Halys         |
| 11   | Steve Darcis          |
| 12   | Vít Kopřiva           |
| 13   | Benjamin Hassan       |
| 14   | Martín Cuevas         |
| 15   | Tim Pütz              |
| 16   | Nils Langer           |

| Pos. | Name                     |
| ---- | ------------------------ |
| 1    | Hubert Hurkacz           |
| 2    | Norbert Gombos           |
| 3    | Arthur Rinderknech       |
| 4    | Jozef Kovalík            |
| 5    | Juan Manuel Cerúndolo    |
| 6    | Frederico Ferreira Silva |
| 7    | Kacper Żuk               |
| 8    | Alex Molčan              |
| 9    | Zdeněk Kolář             |
| 10   | Gian Marco Moroni        |
| 11   | Manuel Guinard           |
| 12   | Jonáš Forejtek           |
| 13   | Antoine Cornut Chauvinc  |
| 14   | Daniel Cukierman         |
| 15   | Jan Zieliński            |
| 16   | Daniel de Jonge          |

| Pos. | Name                   |
| ---- | ---------------------- |
| 1    | Cristian Garín         |
| 2    | Albert Ramos Viñolas   |
| 3    | Jiří Veselý            |
| 4    | Andrej Martin          |
| 5    | Tallon Griekspoor      |
| 6    | Daniel Altmaier        |
| 7    | Mario Vilella Martínez |
| 8    | Lukáš Rosol            |
| 9    | Robin Haase            |
| 10   | Adrián Menéndez        |
| 11   | Michael Vrbenský       |
| 12   | Alexander Nedowessow   |
| 13   | Daniel Gimeno Traver   |
| 14   | Luca Nardi             |
| 15   | Tim Sandkaulen         |
| 16   | Roman Jebavý           |

## Ergebnisse
| Datum/Uhrzeit    | Heimmannschaft                  | Gastmannschaft                  | Matches | Sätze | Spiele |
| ---------------- | ------------------------------- | ------------------------------- | ------- | ----- | ------ |
| Fr. 09.07. 13:00 | TK Grün-Weiss Mannheim          | BW Neuss                        | 5:1     | 11:3  | 73:39  |
| Fr. 09.07. 13:00 | TK Kurhaus Lambertz Aachen      | HTC Blau-Weiß Krefeld           | 3:3     | 6:6   | 60:59  |
| Fr. 09.07. 13:00 | Rosenheimer Unterstützungskasse | Rochusclub Düsseldorf           | 6:0     | 12:2  | 73:33  |
| Fr. 09.07. 13:00 | TuS Sennelager                  | Badwerk Gladbacher HTC          | 1:5     | 4:10  | 51:64  |
| Fr. 09.07. 13:00 | Kölner THC Stadion Rot-Weiss    | TC Großhesselohe                | 1:5     | 3:11  | 38:68  |
| So. 11.07. 11:00 | TK Grün-Weiss Mannheim          | TuS Sennelager                  | 5:1     | 11:3  | 74:55  |
| So. 11.07. 11:00 | TK Kurhaus Lambertz Aachen      | Rosenheimer Unterstützungskasse | 3:3     | 7:7   | 59:55  |
| So. 11.07. 11:00 | Badwerk Gladbacher HTC          | HTC Blau-Weiß Krefeld           | 5:1     | 10:4  | 69:51  |
| So. 11.07. 11:00 | TC Großhesselohe                | BW Neuss                        | 2:4     | 5:9   | 53:68  |
| So. 11.07. 11:00 | Kölner THC Stadion Rot-Weiss    | Rochusclub Düsseldorf           | 5:1     | 10:5  | 67:39  |
| Fr. 16.07. 13:00 | Rochusclub Düsseldorf           | TK Kurhaus Lambertz Aachen      | 5:1     | 11:3  | 67:39  |
| Fr. 16.07. 13:00 | BW Neuss                        | Badwerk Gladbacher HTC          | 2:4     | 5:8   | 64:68  |
| Fr. 16.07. 13:00 | TC Großhesselohe                | HTC Blau-Weiß Krefeld           | 4:2     | 9:4   | 75:63  |
| Fr. 16.07. 13:00 | Rosenheimer Unterstützungskasse | TK Grün-Weiss Mannheim          | 4:2     | 10:5  | 68:63  |
| Fr. 16.07. 13:00 | TuS Sennelager                  | Kölner THC Stadion Rot-Weiss    | 6:0     | 12:3  | 73:46  |
| So. 18.07. 11:00 | Rochusclub Düsseldorf           | Badwerk Gladbacher HTC          | 3:3     | 8:8   | 52:64  |
| So. 18.07. 11:00 | HTC Blau-Weiß Krefeld           | BW Neuss                        | 0:6     | 0:12  | 0:72   |
| So. 18.07. 11:00 | TK Kurhaus Lambertz Aachen      | TK Grün-Weiss Mannheim          | 2:4     | 7:8   | 59:57  |
| So. 18.07. 11:00 | Rosenheimer Unterstützungskasse | Kölner THC Stadion Rot-Weiss    | 2:4     | 6:9   | 51:67  |
| So. 18.07. 11:00 | TuS Sennelager                  | TC Großhesselohe                | 1:5     | 4:10  | 52:59  |
| So. 25.07. 11:00 | Rochusclub Düsseldorf           | HTC Blau-Weiß Krefeld           | 1:5     | 5:10  | 55:69  |
| So. 25.07. 11:00 | TK Grün-Weiss Mannheim          | Kölner THC Stadion Rot-Weiss    | 5:1     | 11:4  | 67:50  |
| So. 25.07. 11:00 | BW Neuss                        | TK Kurhaus Lambertz Aachen      | 3:3     | 7:6   | 61:52  |
| So. 25.07. 11:00 | Badwerk Gladbacher HTC          | TC Großhesselohe                | 4:2     | 9:6   | 57:57  |
| So. 25.07. 11:00 | TuS Sennelager                  | Rosenheimer Unterstützungskasse | 2:4     | 5:9   | 46:62  |
| So. 01.08. 11:00 | HTC Blau-Weiß Krefeld           | TuS Sennelager                  | 3:3     | 8:7   | 69:63  |
| So. 01.08. 11:00 | TK Grün-Weiss Mannheim          | Badwerk Gladbacher HTC          | 4:2     | 10:6  | 68:56  |
| So. 01.08. 11:00 | BW Neuss                        | Rochusclub Düsseldorf           | 2:4     | 7:9   | 49:58  |
| So. 01.08. 11:00 | Rosenheimer Unterstützungskasse | TC Großhesselohe                | 2:4     | 5:8   | 57:61  |
| So. 01.08. 11:00 | Kölner THC Stadion Rot-Weiss    | TK Kurhaus Lambertz Aachen      | 4:2     | 9:6   | 61:62  |
| So. 08.08. 11:00 | HTC Blau-Weiß Krefeld           | TK Grün-Weiss Mannheim          | 1:5     | 3:11  | 45:72  |
| So. 08.08. 11:00 | TK Kurhaus Lambertz Aachen      | TuS Sennelager                  | 4:2     | 10:5  | 61:47  |
| So. 08.08. 11:00 | Badwerk Gladbacher HTC          | Rosenheimer Unterstützungskasse | 2:4     | 8:8   | 62:59  |
| So. 08.08. 11:00 | TC Großhesselohe                | Rochusclub Düsseldorf           | 4:2     | 9:4   | 68:51  |
| So. 08.08. 11:00 | Kölner THC Stadion Rot-Weiss    | BW Neuss                        | 2:4     | 6:9   | 54:61  |
| Fr. 13.08. 13:00 | TK Grün-Weiss Mannheim          | Rochusclub Düsseldorf           | 4:2     | 9:6   | 62:50  |
| Fr. 13.08. 13:00 | TK Kurhaus Lambertz Aachen      | TC Großhesselohe                | 4:2     | 9:6   | 66:53  |
| Fr. 13.08. 13:00 | Rosenheimer Unterstützungskasse | HTC Blau-Weiß Krefeld           | 1:5     | 5:10  | 53:61  |
| Fr. 13.08. 13:00 | TuS Sennelager                  | BW Neuss                        | 1:5     | 4:11  | 43:71  |
| Fr. 13.08. 13:00 | Kölner THC Stadion Rot-Weiss    | Badwerk Gladbacher HTC          | 2:4     | 4:9   | 43:66  |
| So. 15.08. 11:00 | Rochusclub Düsseldorf           | TuS Sennelager                  | 6:0     | 12:2  | 72:41  |
| So. 15.08. 11:00 | HTC Blau-Weiß Krefeld           | Kölner THC Stadion Rot-Weiss    | 3:3     | 7:8   | 62:70  |
| So. 15.08. 11:00 | BW Neuss                        | Rosenheimer Unterstützungskasse | 5:1     | 10:4  | 60:51  |
| So. 15.08. 11:00 | Badwerk Gladbacher HTC          | TK Kurhaus Lambertz Aachen      | 5:1     | 10:3  | 66:47  |
| So. 15.08. 11:00 | TC Großhesselohe                | TK Grün-Weiss Mannheim          | 6:0     | 12:0  | 74:31  |